# Commanderie de Langres
La commanderie de Langres ou hôpital Saint-Nicolas  a pour origine les Augustins puis a été attribué aux Templiers en 1300 puis à l'ordre de Saint-Jean de Jérusalem lors de la dévolution des biens de l'ordre du Temple.
Il se trouvait initialement dans un faubourg au sud de Langres, maintenant à l'entrée de la ville. L'hôpital a disparu, mais l'emplacement est bien déterminé

## Historique
Saint-Nicolas de Langres était un hôpital qui faisait partie du groupe des maisons-dieu qui dépendaient de  Mormant. Ce n'est qu'à la réunion de Mormant à l'ordre du Temple que cet hôpital devint Templier. Lors de la dévolution aux Hospitaliers, ceux-ci en firent un membre, d'abord de Mormant, puis de  La Romagne, et enfin de Ruetz.